# Мостиська I
Мости́ська І — проміжна залізнична станція Львівської дирекції Львівської залізниці на електрифікованій лінії Львів — Мостиська II між станціями Судова Вишня (20 км) та Мостиська II (7 км). Розташована в місті Мостиська Яворівського району Львівської області.

## Історія
Станція відкрита 4 листопада 1861 року під первинною назвою Мостиська, одночасно з відкриттям першої галицької залізниці Львів — Перемишль. У 1950 році, після відкриття станції Мостиська II дана станція перейменована на Мостиська І.
У 1972 році станція електрифікована в складі лінії Львів — Мостиська II.

## Пасажирське сполучення
На станції Мостиська І зупиняються приміські електропоїзди сполученням Львів — Мостиська II. У касі вокзалу є можливість придбати проїзні документи на поїзди міжнародного сполучення.